# Sofi Mkheyan
 (avril 2013).
Si vous disposez d'ouvrages ou d'articles de référence ou si vous connaissez des sites web de qualité traitant du thème abordé ici, merci de compléter l'article en donnant les références utiles à sa vérifiabilité et en les liant à la section « Notes et références ».
Sofi Mkheyan (en armenien Սոֆի Մխեյան; née le 8 avril 1984 à Erevan, RSS d'Arménie, URSS, aujourd'hui Arménie) est une chanteuse arménienne elle a en tout 32 titres .
Elle a étudié à l'École de musique Sayat Nova. 

## Albums
- Kyanqe Qo" (2007)
- Luys Xavarum (2009)

## Singles
- "Arjani e" (2007) en duo avec Sirusho.
- "Chanachir" (2010)
- "Mama" (2012)
- "Hayastani Erge" (2012)
- "2012" (2012)